# 遂渝铁路
遂渝铁路是中国一条连接重庆市与四川省遂宁市的铁路，沪汉蓉快速客运通道重庆至成都段的重要组成部分，国铁I级，双线电气化，设计最高时速200km/h。

## 歷史
- 2003年2月25日：此線開工。
- 2005年4月23日：此線鋪軌完成。
- 2006年4月1日：正式開通運營。
- 2009年1月18日：複線工程開工。
- 2009年9月26日：首發CRH1列車，從重慶北站開往成都。[1]
- 2013年1月24日：複線開通運營。[2][3]

## 概况
遂渝铁路全长128公里，其中四川省境内31公里，重庆市境内97公里，国铁I级，双线电气化，设计最高时速200公里，新建遂渝二线于2012年12月31日正式开通运营。线路西起遂成铁路遂宁站，途经潼南、合川，至襄渝铁路北碚站后引入重庆铁路枢纽。
遂渝铁路于2003年2月25日举行开工典礼，2005年4月23日全线铺轨完成，2006年4月1日正式开通运营，工程总投资49.25亿元。遂渝线是中国高铁工程技术的试点之一，建有中国用于高铁列车的首条无碴轨道试验段，全长13.16公里，于2004年9月开始动工，至2007年1月完成测试。
2005年5月，遂渝铁路进行提速综合试验，列车运行最高时速达到225公里。遂渝铁路是成渝快速客运通道的组成部分，与遂成铁路组成成遂渝高速铁路，其中遂成铁路最高时速为200公里/小时，遂渝铁路最高时速160公里/小时。成遂渝全线营运里程只有312公里，全程运行时间约为2小时。2009年9月26日，重庆北站首发开往成都CRH1型和谐号动车组标志着中国西南地区进入高速铁路时代。

### 途经隧道
- 二岩隧道
- 六角隧道
- 龙凤隧道
- 新龙凤隧道
- 木魚山隧道
- 湾里头隧道

## 遂渝铁路复线化
遂渝铁路新建二线正线全长131公里，其中四川省境内37公里，重庆市境内95公里。遂渝二线西起遂宁南站，向东经潼南、合川至石子山站。工程概算总投资为48.1亿元，2013年1月完工投入使用。